# إعادة الرفات البشري إلى الوطن ودفنه
تثير إعادة الرفات البشري إلى الوطن ودفنه نقاشًا معاصرًا في علم الآثار. وقد طلب العديد من السكان الأصليين في مختلف أرجاء العالم، مثل الأمريكيين الأصليين والأستراليون الأصليون أن تتم إعادة الرفات البشري للتابعين لمجتمعاتهم إلى وطنه من أجل دفنه به. ومن بين القصص الشهيرة قصة كينويك مان في الولايات المتحدة. وبنفس الطريقة، طالب الدرويديون بإعادة دفن البقايا البشرية القديمة في الجزر البريطانية.
وبصفة عامة، يبدو أن الاستعادة، في معناها الواسع، تهتم بالأشياء، والتي تتراوح بين إعادة الرفات البشري وإعادة الفنون. إلا أنه في واقع الأمر يتعلق بالأشخاص في الحاضر ونظرتهم للماضي في الوقت المعاصر. وترتبط طلبات الإعادة إلى الوطن بالسياسات والهوية العرقية وغيرها من النقاشات أو المشكلات الخاصة بالمجتمع المعاصر الذي له، أو يقول إنه له، علاقات تاريخية تربطه بالشيء المطلوب إعادته.

## الاعتبارات الأخلاقية
ينشأ الجدال من حقيقة أن البعض يرى أنه من المشين للموتى ولنسلهم المعاصر أن يتم عرض رفات هؤلاء الموتى في متحف أو أن يتم تخزينها بأية طريقة أخرى. وأغلب الرفات البشري يأتي من عمليات الحفر الأثرية أو من التجميعات الأنثروبولوجية المادية القديمة. ويتم تخزينه بشكل رئيسي للأغراض العلمية في المتاحف والمجموعات الطبيعة والمنشآت البحثية. ويتم إجراء أغلب الأبحاث على الرفات البشري «باسم العلوم». وقد كان لهذا التعبير تأثير سحري ومقدس في الماضي، إلا أن هذا التأثير قد خفت بشدة في الوقت المعاصر. ومن الصعب للغاية أو حتى من المستحيل شرح كيفية استخدام علم الآثار لصالح المجتمع. وعند الحديث عن المساهمين والقيم في حالات الإعادة، يكون لذلك تداعيات خطيرة على نتائج الطلب. ومن خلال مقارنة الأبحاث الأثرية مع الأبحاث الطبية، يمكن أن نلحظ وجود فروق عميقة. فالحياة البشرية تعتبر ثمينة للغاية لدرجة أنه يتم تقديم بعض التضحيات من أجلها، مثل استخدام الرفات البشري من أجل الحفاظ على حياة البشر في المستقبل. ويتم التحقق من أقصى حالات الانتهاك بموجب النتائج التي يمكن الحصول عليها فيما يتعلق بحفظ الحياة البشرية. ويجب البحث عن الفوائد الأثرية من خلال خلق «المعرفة» ذاتها وفهم النوع البشري. والسؤال الوحيد الذي يبقى هو متى ينتهي تصور الشخص فيما يتعلق بانتهاك قدسية الأسلاف، حيث يمكن أن يختلف هذا المعيار من شخص لآخر ومن ثقافة لأخرى.

## صدمة التاريخ
إن أول وأهم عوامل الإعادة الخفية تكمن في المعالجة السيئة للأشخاص في الماضي، وتعتبر إعادة الرفات البشري إلى حد ما جزءًا من عملية استشفاء لتضميد الجراح الناجمة عن صدمات التاريخ. وبشكل جوهري، من الضروري أن يتم التعامل مع هذا التعامل السيئ، ولكن من خلال إعادة الرفات ودفنه، يتم فقد ذلك في العالم كتذكير بتاريخ أو سيرة هذا الجزء المنتمي إلى هذا الكائن. كما توفر الإعادة كذلك الفرصة للأشخاص للمطالبة بالاستحواذ على تاريخهم، وتقرير، بشكل فعال، ما يمثل وما لا يمثل جزءًا من إرثهم الثقافي. والأساس وراء جروح التاريخ المفتوحة هو الفرق في التعامل مع الرفات الذي ينظر إليه على أنه مختلف بدرجة كافية، وبالتالي يمكن دراسته بدون أي اعتبارات أخلاقية.
يتأثر الصراع على ملكية الرفات البشري في المتاحف وغيرها من المؤسسات، والمطالبات بالعودة إلى المجموعات الثقافية، بشدة بالفروق فيما يتعلق بالتعامل مع رفات الأشخاص «البيض» ورفات «السكان الأصليين». ففي حين تمت إعادة دفن رفات الأشخاص البيض، فإن رفات الأشخاص الأصليين يخضع للدراسة وفي النهاية ينتهي به الحال في المتاحف. وبمعنى من المعاني، افترضت مجموعة ثقافية ما أنها تمتلك الحق في تنفيذ الأبحاث العلمية على مجموعة ثقافية أخرى. وينبع هذا التعامل المشين الذي يتسم بعدم المساواة من وقت كان للعرق والفروق الثقافية فيه تداعيات اجتماعية ضخمة. وهذا الأمر يتغير الآن، إلا أننا لا يمكن أن نصحح أوضاعًا نجمت عن قرون من عدم المساواة بتلك السهولة. وهذا الإحباط، بشكل جزئي، هو الدافع وراء مطالبات الإعادة والملكية التي يبدو أنها تزايدت في آخر 30 عامًا. ويمكن التغلب على «صدمات التاريخ» من خلال التصالح والترضية والإعادة وتقديم الاعتذارات الرسمية الحكومية التي تدين السلوكيات التي كانت تجري في الماضي من قبل المؤسسات التي يمثلونها الآن. ويصف ثورتون مثالاً جيدًا لحالات الإعادة، حيث تمت إعادة مجموعة كبيرة من الهنود الذين تم قتلهم إلى قبيلتهم، مما أظهر قوة الاستشفاء الناجمة عن إعادة الموتى. إلا أن إعادة كينويك مان يتجاوز ما هو أبعد من المواجهات الاستعمارية والهندية التي تمثل الصدمة الحقيقية.

## الدرويديون والرفات البشري
تعد الحركة الدرويدية بمثابة دين معاصر تعود أصوله إلى القرن الثامن عشر، ولكنه يقوم على أفكار تتعلق بالدرويديين الأصليين في غرب أوروبا في العصر الحديدي. ومن بين المبادئ الرئيسية التي تظهر بين العديد، ولكن ليس كل، الدرويديين هو مبدأ تبجيل الأموات، وبسبب هذا المبدأ، يعتقد الكثيرون أنهم مسئولون عن رعاية الموتى القدماء. وفي عام 2006، طالب مسئول إعادة الدفن في مجلس أوامر الدرويديين البريطانيين بول ديفيس بأن يقوم متحف ألكساندر كيلر في أفبري، في ويلتشاير بإعادة دفن بقاياهم البشرية من العصر الحجري الحديث، وأن الاستمرار في تخزين وعرض تلك البقايا أمر «غير أخلاقي ومشين». وقد رفضت مؤسسة التراث القومي السماح بإعادة الدفن، ولكنها سمحت للدرويديين بإقامة طقوس الاستشفاء في المتحف.
ويأتي النقد من نظرة المجتمع الأثري تلك، الذين قام أفراده بإلقاء بيانات وعبارات مثل «ينبغي ألا نسمح لأي مجموعة أو طائفة عرقية حديثة باستغلال السلف لتحقيق أجنداتهم الخاصة. ويجب على المجتمع العلمي الدولي حفظ تلك الرفات.» وهناك جدل آخر أثاره علماء الآثار وهو أن «الدرويديين ليسوا الأشخاص الوحيدين الذين لديهم مشاعرهم تجاه الرفات البشري... فنحن لا نعلم الكثير عن الاعتقادات الدينية لهؤلاء الأشخاص المنتمين [لفترة ما قبل التاريخ]، ولكننا نعلم أنهم يرغبون في أن يبقوا مخلدين في الذاكرة، فقصصهم وتلالهم وآثارهم توضح ذلك. فقد ذهبت عائلاتهم منذ فترة طويلة، وأخذوا كل ذاكرتهم معهم، ونحن الأثريون، من خلال إعادتهم إلى العالم مرة أخرى، ربما نكون أقرب الناس لهم. فنحن نهتم بشئونهم، ونقضي حياتنا في محاولات لإعادة عظامهم إلى هياكل بشرية مرة أخرى... وكلما زادت المعلومات التي نعلمها عنهم، زاد تذكرنا لهم. إن إعادة دفن الرفات البشري يدمر الأشخاص ويلقي بهم في هاوية النسيان: ففي أفضل الحالات، يمكن اعتبار ذلك على أنه تضليل، وفي أسوأ الحالات، يمكن اعتباره قسوة.»